# 中野次郎
中野 次郎（なかの じろう、1981年5月26日 - ）は、神奈川県座間市出身、大阪府大阪市住之江区在住の競艇選手。
登録番号4075。身長171cm。血液型O型。86期（主な同期には吉田俊彦・萩原秀人・市橋卓士・原田篤志・金田幸子・森永淳・柳沢一・中村亮太・後藤陽介などがいる）。神奈川県立大和南高等学校中退。東京支部所属。現住所は大阪府。
ニックネームは「（2代目）東都のエース」。

## 来歴・人物
漫画の「モンキーターン」に影響され、高校2年で中退。本栖研修所を経て2000年5月に平和島競艇場でデビュー、デビュー1年4ヶ月で初優勝を飾り、デビュー2年以内でGI初出場を果たして注目を集めたが、脱臼がちの体質になり、その手術と療養のために2004年は春から秋にかけて半年間休養を余儀なくされ、出走回数不足となって2005年前期はB2に降格。
それでも、2005年前期は新鋭王座決定戦でGI初優出するなど8優出1優勝勝率7.44と1期でA1復帰を決めた。2006年1月29日、唐津競艇場で行われた新鋭王座決定戦でGI初優勝、12月の賞金王決定戦シリーズ戦でSG初優出を決めた。しかし、2007年江戸川周年、丸亀周年の準優勝戦でフライング。これでF2となり、事故率オーバーとなったため、B2級に降格となった。
トーキョーベイパイレーツのメンバーだった。
妻は元グラビアアイドルで参議院議員の佐々木理江。そのため、当初の選手会東京支部から大阪支部へと移籍、現在は大阪府在住である。子供は、娘が二人。

## 経歴
- 2000年5月11日、平和島競艇場で開催された「第39回サンケイスポーツ杯争奪レース」2Rでデビュー（3着）。[4]
- 2000年6月8日、多摩川競艇場・一般戦で初1着
- 2000年9月26日、蒲郡競艇場・一般戦で初優出
- 2001年9月15日、琵琶湖競艇場・一般戦で初優勝
- 2005年1月30日、宮島競艇場・第19回新鋭王座決定戦でGI初優出
- 2005年8月30日、若松競艇場・第51回モーターボート記念でSG初出場
- 2006年1月29日、唐津競艇場・共同通信社杯・第20回新鋭王座決定戦でGI初優勝
- 2006年12月24日、住之江競艇場・第21回賞金王シリーズ戦でSG初優出
- 2009年10月4日、福岡競艇場・一般戦BOAT Boy カップ10Rで500勝達成
- 2016年3月20日、平和島競艇場・第51回総理大臣杯の準優11Rを1着で勝ち上がり（決まり手は今垣光太郎のフライングによる恵まれ）、2回目のSG優出。翌3月21日の優勝戦は、スローの4コースから3着。
- 2016年5月1日、江戸川競艇場・一般戦ゴールデンカップ12Rで1000勝を3581走目で達成[5]
- 2018年2019年、SG2回優出
- 2021年3月9日、住之江競艇場・太閤賞競走開設64周年記念GⅠ優出3着
- 2021年4月13日、津競艇場・開設69周年記念　ツッキー王座決定戦GⅠ優出5着
- 2021年5月15日、平和島競艇場・開設67周年記念　トーキョー・ベイ・カップGⅠ優出3着
- 2021年賞金ランキング33位
- 2022年6月14日、三国競艇場・G3スズキ・カープラザカップ12Rで1500勝達成[6]
- 2025年5月21日、平和島競艇場・モーターボート大賞～G1・G2優出者バトル～2日目6Rで通算1700勝達成[7]

## 主なタイトル
- 2006年1月29日：第20回新鋭王座決定戦（G1・唐津競艇場）
- 2007年2月8日：第52回関東地区選手権（G1・多摩川競艇場）
- 2009年3月2日：平和島54周年（G1・平和島競艇場）
- 2011年4月12日：平和島57周年（G1・平和島競艇場）
- 2015年3月31日：多摩川60周年（G1・多摩川競艇場）
- 2015年12月14日：第59回秩父宮妃記念（G2・琵琶湖競艇場）

## エピソード
- 2006年2月21日、笑っていいともに出演。「失敗しない男選び」という、9名の出演者の中からイケメン競艇選手（中野次郎）ではない人を順に当てていくクイズのコーナーであった。
- ペラグループは艇界屈指のペラ巧者・乙津康志が主宰するO2ブランドに所属。
- 得意とする戦法は捲り差し。
- 記念には5度優勝しているが、SGでは苦戦続きで予選敗退が多く、準優勝戦でも敗退続きと優勝戦の壁が高く、格下のSGとはいえども初優出となった2006年の賞金王シリーズ戦以降は、優勝戦にすら進めていなかった。それでも、2016年の地元平和島での総理大臣杯で9年3カ月ぶりにSGの優勝戦に進出した。